# 星野あい

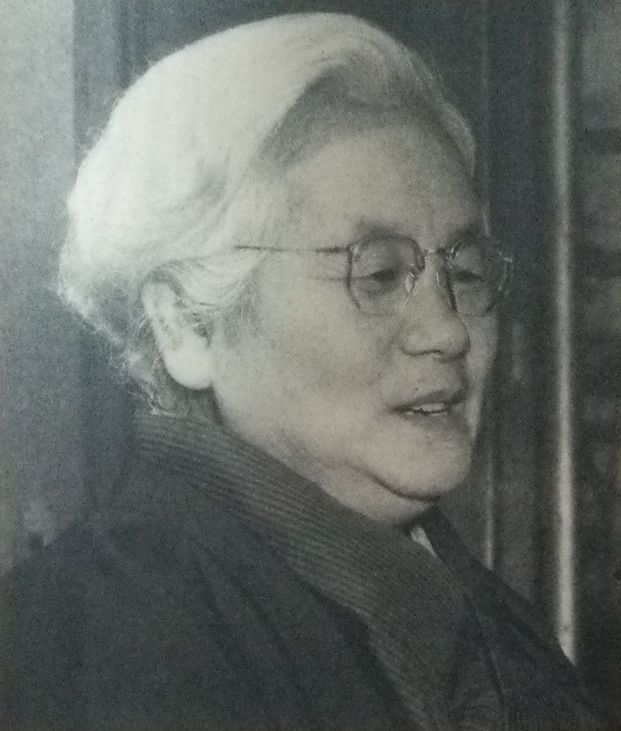
星野あい（『アサヒグラフ』昭和26年（1951年）5月2日号より）

星野 あい（ほしの あい、明治17年（1884年）9月19日 - 昭和47年（1972年）12月5日）は、日本の教育者。女子英学塾（現：津田塾大学）卒業。ブリンマー大学B.A.。コロンビア大学M.A.（教育学）。
女子英学塾を創設した津田梅子の後継者として女子英学塾塾長（第2代）に就任し、津田英学塾塾長、津田塾専門学校校長、津田塾大学学長（初代）を務め、約30年間に渡って津田塾の運営を担った。
星野光多は兄。星野直樹（光多の子）は甥。

## 生涯

### 女子英学塾に学ぶ
横浜に生まれた。父・母・兄弟は全てクリスチャンであり、あい本人もクリスチャンであった（あいの受洗は明治30年〈1897年〉）。群馬県沼田出身の父は、生糸の貿易を志して横浜に移住しており、その間にあいが生まれたが、事業がうまく行かずに一家で沼田に戻り、あいは沼田で育った。
明治32年（1899年）、15歳でフェリス和英女学校（フェリス女学院大学の前身）に入学して5年間学んだ。明治37年（1904年）9月、女子英学塾の入学試験を受け、塾の2年生に編入された。明治39年（1906年）3月に塾を卒業し、静岡英和女学校（現：静岡英和女学院中学校・高等学校）に赴任して英語と数学を講じた。

### 2度のアメリカ留学
明治39年（1906年）9月、津田梅子が創設した「日本婦人米国奨学金」の受給者に選ばれ、アメリカのブリンマー大学（梅子の母校）への入学を目指して渡米した。アメリカでの2年間の受験準備を経てブリンマー大学の入学試験を受け、明治41年（1908年）10月にブリンマー大学に入学した。入学試験で数学の答案の出来栄えが良かった為、数学の教授の勧めにより、前半2年間の教養課程では数学の科目を多く履修したが、星野自身は当惑していたという。後半2年間では2つの専攻分野を学ぶ規定であったが、星野は生物学と化学を選び、他は英文学の科目を履修した。明治45年／大正元年（1912年）6月にブリンマー大学を卒業してB.A.を授与された。大西洋を横断してイギリスに渡り、シベリア鉄道を経由して明治45年／大正元年（1912年）9月に帰国して、女子英学塾の教授陣に加わった。塾では英語・英文学・生物学を講じた。
大正7年（1918年）、塾からアメリカのコロンビア大学に派遣され、同学の Teacher's College で1年間（大正7年〈1918年〉9月から大正8年〈1919年〉6月）学び、教育学のM.A.を取得して帰国した。

### 津田塾の運営を担う

#### 塾長に就任
大正8年（1919年）9月に帰国し、直ちに病気療養中の津田梅子を見舞った星野は、重態に陥っていた梅子から紙片を受け取った。紙片には「あまり規模を大きくしないこと、あくまでも堅実にやってゆくこと、万事よろしく頼む」という旨が記されていた。
塾に帰任した星野は、辻マツ塾長代理の下で教頭に任じられた。大正14年（1925年）には辻の後任として塾長代理に就任し、昭和4年（1929年）に梅子が死去すると第2代塾長に就任した。
塾は、
- 東京府北多摩郡小平村（現：東京都小平市）での新校地2万5千坪の購入（大正11年〈1922年〉）[6]。
- 関東大震災による、五番町キャンパス（現：東京都千代田区一番町）の全焼、存続の危機（大正12年〈1923年〉）[7]。
- アナ・ハーツホンのアメリカでの献身的な募金活動による小平キャンパスの建設・移転（昭和7年〈1932年〉）[8][9]。
- 昭和4年（1929年）に死去した梅子を記念して校名を「津田英学塾」に変更（昭和8年〈1933年〉）[10]。

を経て、ようやく安定期に入ったかに見えた。塾が編纂した高等女学校向け英語教科書『津田リーダー』が昭和6年（1931年）に発売されるや好評を得て多数の高等女学校に採用され、次いで発売された文法教科書『津田英文典』も同様で、両者による収入で塾の経常経費の1割を賄えた、という明るい話題もあった。
しかし、満州事変と日中戦争によって日本とアメリカの関係は悪化の一途を辿り、アメリカと深い縁を持ち、英語教師の育成を第一とする塾は逆風に晒された。昭和16年（1941年）に太平洋戦争が勃発すると、「英語不要論」によって全国の高等女学校の英語科は殆ど全廃され、塾の卒業生の主な進路である英語教師の需要は激減し、塾の学生数も減る一方で、塾は再び存続の危機に陥った。

#### 理科を増設
星野は、塾を存続させるために、

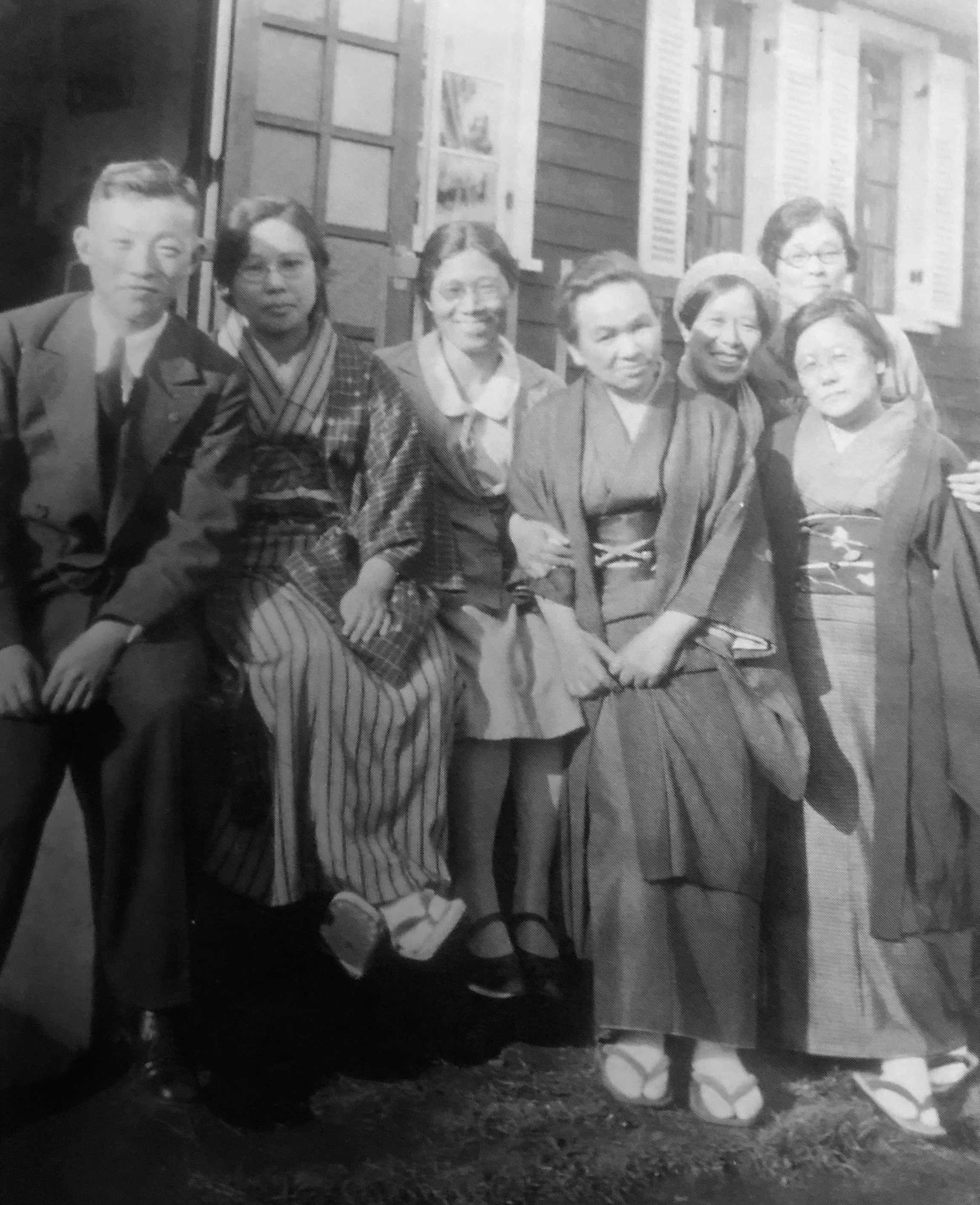
元東京朝日新聞記者の竹中繁（女性）の自宅にて。左から留学生の帥雲風、金子しげり、市川房枝、竹中繁、加藤タカ、そして手前が藤田たき、その後ろが星野あい。1932年4月撮影。

- 校名から「英学」を外して「津田塾専門学校」に改称する[注釈 1]。
- 理科（数学科、物理化学科）を増設する。

ことを決意して塾理事会の同意を得て、昭和18年（1943年）1月に認可を得た。
英文学科しかなかった塾に理科を増設するのは難事であった。星野は、塾の卒業生やその夫たちの協力を仰ぎ、資金・ノウハウ・設備機器・教員の確保に努力を重ねた。物資が不足する戦時下において、顕微鏡や天秤といった機械・器具の調達はとりわけ困難であった。伝手を辿って招聘した理科の教員の多くは、津田塾専門学校以外に本務校を持つ兼任講師であった。時局の逼迫により、当初計画に盛り込まれていた設備（第二化学実験室など）の多くを諦めざるを得なかった。
理科の修業年限は4年であり、昭和18年（1943年）4月に入学した1回生について、合格者と志願者は、数学科は合格者26名／志願者62名、物理化学科は合格者32名／志願者99名であった。理科の入学試験科目は数学と国語の2科目で英語は除かれたが、津田塾が理科を開設する以上は原書をすらすら読める科学者を養成するのが当然である、として1年生には週当たり5時間の英語の授業を課した。理科のカリキュラムは、東京物理学校（現：東京理科大学）のカリキュラムに近いものであり、「男女の区別ない高品質の理科教育を行う」方針が貫かれた。
塾では、太平洋戦争中も、回数こそ減らされたもののキリスト教の礼拝が継続された。戦争中には金属類回収令によってあらゆる金属製品が供出されたが、津田塾大学・小平キャンパスの本館（ハーツホン・ホール）には、授業の開始や終わりを告げていた青銅製の半鐘が令和4年（2022年）現在も残されている。
塾の小平キャンパスは、昭和20年（1945年）当時の東京市街地・軍事基地・軍需工場のいずれからも遠く離れていたため、太平洋戦争末期の空襲による被害を免れた。

#### 大学昇格へ向けた奔走
昭和20年（1945年）の敗戦を経て、日本を占領するGHQによって学制改革が行われた。昭和23年（1948年）3月、新制の津田塾大学が発足した。津田塾専門学校校長であった星野が、津田塾大学の初代学長に就任した。
大学への昇格は決して容易ではなかった。津田塾大学の当初案は、文学部（英文学科・国文学科・史学科）と理学部（数学科・化学科）の2学部5学科であったが、実現したのは学芸学部（英文学科〈昭和23年度〉・数学科〈昭和24年度に増設〉）の1学部2学科であった。
大学への昇格に当たり、大学にふさわしい図書館の整備が求められた（昭和23年〈1948年〉当時の塾には、本館の3階に「図書室」があるのみだった）。星野は募金活動の先頭に立って1500万円の寄付金を集めるために奔走し、約3年間の募金活動によって目標額を達成して、丹下健三の設計による図書館の建設を果たした（昭和29年〈1954年〉6月に竣工）。この図書館は、星野が死去した翌年の昭和48年（1973年）に、星野の塾への献身を称えて「星野あい記念図書館」と命名され、竣工から約70年を経た令和4年（2022年）現在も現役である。
旧制の津田塾専門学校は、昭和26年（1951年）3月に最後の卒業生を送り出して閉校した。星野は、新制の津田塾大学の最初の卒業生を送り出した昭和27年（1952年）に津田塾大学学長を辞した。
昭和47年（1972年）12月5日に死去。88歳没。

## 人物像
星野は、津田梅子やアナ・ハーツホンと同様に生涯独身であった。
星野は晩年に下記の和歌を詠んだ。